# Россмор (Нью-Джерсі)
Россмор (англ. Rossmoor) — переписна місцевість (CDP) в США, в окрузі Міддлсекс штату Нью-Джерсі. Населення — 2992 особи (2020).

## Географія
Россмор розташований за координатами 40°19′58″ пн. ш. 74°28′21″ зх. д. / 40.33278° пн. ш. 74.47250° зх. д. (40.332747, -74.472422).  За даними Бюро перепису населення США в 2010 році переписна місцевість мала площу 2,38 км², з яких 2,34 км² — суходіл та 0,04 км² — водойми.

## Демографія
Згідно з переписом 2010 року, у переписній місцевості мешкало 2666 осіб у 1966 домогосподарствах у складі 617 родин. Густота населення становила 1121 особа/км².  Було 2257 помешкань (949/км²).
Расовий склад населення:
| - 94,0 % — білих - 4,3 % — чорних або афроамериканців - 1,0 % — азіатів - 0,1 % — корінних американців |

До двох чи більше рас належало 0,5 %. Частка іспаномовних становила 2,6 % від усіх жителів.
За віковим діапазоном населення розподілялося таким чином: 0,0 % — особи молодші 18 років, 17,3 % — особи у віці 18—64 років, 82,7 % — особи у віці 65 років та старші. Медіана віку мешканця становила 77,9 року. На 100 осіб жіночої статі у переписній місцевості припадало 50,6 чоловіків;  на 100 жінок у віці від 18 років та старших — 50,6 чоловіків також старших 18 років.
Середній дохід на одне домашнє господарство  становив 40 713 долари США (медіана — 33 929), а середній дохід на одну сім'ю — 51 124 долари (медіана — 51 250). 
Цивільне працевлаштоване населення становило 580 осіб. Основні галузі зайнятості: роздрібна торгівля — 15,9 %, мистецтво, розваги та відпочинок — 14,8 %, публічна адміністрація — 12,8 %, освіта, охорона здоров'я та соціальна допомога — 11,2 %.